# Sydamerikanska mästerskapet i fotboll 1949
Sydamerikanska mästerskapet i fotboll 1949 spelades i Brasilien och vanns av Brasilien före Paraguay. Jair från Brasilien blev turneringens skyttekung med 9 mål.

## Gruppspel
| Nr | Lag       | S | V | O | F | GM | IM | MS  | P  |
| -- | --------- | - | - | - | - | -- | -- | --- | -- |
| 1  | Brasilien | 7 | 6 | 0 | 1 | 39 | 7  | +32 | 12 |
| 2  | Paraguay  | 7 | 6 | 0 | 1 | 21 | 6  | +15 | 12 |
| 3  | Peru      | 7 | 5 | 0 | 2 | 20 | 13 | +7  | 10 |
| 4  | Bolivia   | 7 | 4 | 0 | 3 | 13 | 24 | −11 | 8  |
| 5  | Chile     | 7 | 2 | 1 | 4 | 10 | 14 | −4  | 5  |
| 6  | Uruguay   | 7 | 2 | 1 | 4 | 14 | 20 | −6  | 5  |
| 7  | Ecuador   | 7 | 1 | 0 | 6 | 7  | 21 | −14 | 2  |
| 8  | Colombia  | 7 | 0 | 2 | 5 | 4  | 23 | −19 | 2  |

|  | 3 april | Brasilien                                                                          | 9 – 1   | Ecuador               | Estádio São Januário Río de Janeiro                 |                                                     |
|  |         | Tesourinha 3′, 42′ Octavio 10′ Jair 13′, 35′ Simão 16′, 25′ Zizinho 67′ Ademir 88′ | (7 – 1) | Sigifredo Cuchuca 18′ | Publik: 70 000 Domare: Cyril Jack Barrick (England) | Publik: 70 000 Domare: Cyril Jack Barrick (England) |
|  |         |                                                                                    |         |                       | Publik: 70 000 Domare: Cyril Jack Barrick (England) | Publik: 70 000 Domare: Cyril Jack Barrick (England) |
|  |         |                                                                                    |         |                       | Publik: 70 000 Domare: Cyril Jack Barrick (England) | Publik: 70 000 Domare: Cyril Jack Barrick (England) |

|  | 6 april | Bolivia                            | 3 – 2   | Chile                   | Estádio do Pacaembu, São Paulo                      |                                                     |
|  |         | Ugarte 59′ Godoy 77′ Gutiérrez 79′ | (0 – 1) | Riera 30′ Salamanca 71′ | Publik: 30 000 Domare: Cyril Jack Barrick (England) | Publik: 30 000 Domare: Cyril Jack Barrick (England) |
|  |         |                                    |         |                         | Publik: 30 000 Domare: Cyril Jack Barrick (England) | Publik: 30 000 Domare: Cyril Jack Barrick (England) |
|  |         |                                    |         |                         | Publik: 30 000 Domare: Cyril Jack Barrick (England) | Publik: 30 000 Domare: Cyril Jack Barrick (England) |

|  | 6 april | Paraguay                          | 3 – 0   | Colombia | Estádio do Pacaembu, São Paulo                        |                                                       |
|  |         | López Fretes 21′, 72′ Benítez 35′ | (2 – 0) |          | Publik: 30 000 Domare: Juan Carlos Armental (Uruguay) | Publik: 30 000 Domare: Juan Carlos Armental (Uruguay) |
|  |         |                                   |         |          | Publik: 30 000 Domare: Juan Carlos Armental (Uruguay) | Publik: 30 000 Domare: Juan Carlos Armental (Uruguay) |
|  |         |                                   |         |          | Publik: 30 000 Domare: Juan Carlos Armental (Uruguay) | Publik: 30 000 Domare: Juan Carlos Armental (Uruguay) |

|  | 10 april | Peru                                    | 4 – 0   | Colombia | Estádio São Januário Río de Janeiro                |                                                    |
|  |          | Pedraza 22′, 90′ Drago 47′ Castillo 85′ | (1 – 0) |          | Publik: 15 000 Domare: Mario Rubén Heyn (Paraguay) | Publik: 15 000 Domare: Mario Rubén Heyn (Paraguay) |
|  |          |                                         |         |          | Publik: 15 000 Domare: Mario Rubén Heyn (Paraguay) | Publik: 15 000 Domare: Mario Rubén Heyn (Paraguay) |
|  |          |                                         |         |          | Publik: 15 000 Domare: Mario Rubén Heyn (Paraguay) | Publik: 15 000 Domare: Mario Rubén Heyn (Paraguay) |

|  | 10 april | Paraguay    | 1 – 0   | Ecuador | Estádio do Pacaembu, São Paulo                        |                                                       |
|  |          | Barrios 89′ | (0 – 0) |         | Publik: 15 000 Domare: Juan Carlos Armental (Uruguay) | Publik: 15 000 Domare: Juan Carlos Armental (Uruguay) |
|  |          |             |         |         | Publik: 15 000 Domare: Juan Carlos Armental (Uruguay) | Publik: 15 000 Domare: Juan Carlos Armental (Uruguay) |
|  |          |             |         |         | Publik: 15 000 Domare: Juan Carlos Armental (Uruguay) | Publik: 15 000 Domare: Juan Carlos Armental (Uruguay) |

|  | 10 april | Brasilien                                                                       | 10 – 1  | Bolivia    | Estádio do Pacaembu, São Paulo                      |                                                     |
|  |          | Nininho 16′, 39′, 86′ Jair 17′ Zizinho 25′, 80′ Cláudio 49′, 84′ Simão 71′, 79′ | (4 – 0) | Ugarte 75′ | Publik: 40 000 Domare: Cyril Jack Barrick (England) | Publik: 40 000 Domare: Cyril Jack Barrick (England) |
|  |          |                                                                                 |         |            | Publik: 40 000 Domare: Cyril Jack Barrick (England) | Publik: 40 000 Domare: Cyril Jack Barrick (England) |
|  |          |                                                                                 |         |            | Publik: 40 000 Domare: Cyril Jack Barrick (England) | Publik: 40 000 Domare: Cyril Jack Barrick (England) |

|  | 13 april | Brasilien                      | 2 – 1   | Chile            | Estádio do Pacaembu, São Paulo                                                        |                                                                                       |
|  |          | Zizinho 20′ Cláudio 49′ (str.) | (1 – 0) | López 89′ (str.) | Publik: 45 000 · Domare: Juan Carlos Armental (Uruguay) · Rött kort: Flores, CHI (40) | Publik: 45 000 · Domare: Juan Carlos Armental (Uruguay) · Rött kort: Flores, CHI (40) |
|  |          |                                |         |                  | Publik: 45 000 · Domare: Juan Carlos Armental (Uruguay) · Rött kort: Flores, CHI (40) | Publik: 45 000 · Domare: Juan Carlos Armental (Uruguay) · Rött kort: Flores, CHI (40) |
|  |          |                                |         |                  | Publik: 45 000 · Domare: Juan Carlos Armental (Uruguay) · Rött kort: Flores, CHI (40) | Publik: 45 000 · Domare: Juan Carlos Armental (Uruguay) · Rött kort: Flores, CHI (40) |

|  | 13 april | Uruguay                    | 3 – 2   | Ecuador               | Estádio São Januário, Río de Janeiro                       |                                                            |
|  |          | Castro 15′, 85′ Moreno 30′ | (2 – 2) | Artega 35′ Vargas 40′ | Publik: 30 000 Domare: Alberto Da Gama Malcher (Brasilien) | Publik: 30 000 Domare: Alberto Da Gama Malcher (Brasilien) |
|  |          |                            |         |                       | Publik: 30 000 Domare: Alberto Da Gama Malcher (Brasilien) | Publik: 30 000 Domare: Alberto Da Gama Malcher (Brasilien) |
|  |          |                            |         |                       | Publik: 30 000 Domare: Alberto Da Gama Malcher (Brasilien) | Publik: 30 000 Domare: Alberto Da Gama Malcher (Brasilien) |

|  | 13 april | Paraguay                                     | 3 – 1   | Peru      | Estádio São Januário, Río de Janeiro                |                                                     |
|  |          | Barrios 38′, str.′ Arce 56′ López Fretes 67′ | (1 – 0) | Drago 89′ | Publik: 30 000 Domare: Cyril Jack Barrick (England) | Publik: 30 000 Domare: Cyril Jack Barrick (England) |
|  |          |                                              |         |           | Publik: 30 000 Domare: Cyril Jack Barrick (England) | Publik: 30 000 Domare: Cyril Jack Barrick (England) |
|  |          |                                              |         |           | Publik: 30 000 Domare: Cyril Jack Barrick (England) | Publik: 30 000 Domare: Cyril Jack Barrick (England) |

|  | 17 april | Brasilien                                                        | 5 – 0   | Colombia | Estádio do Pacaembu, São Paulo                  |                                                 |
|  |          | Tesourinha 20′ Canhotinho 24′ (str.) Orlando 44′ Ademir 47′, 87′ | (3 – 0) |          | Publik: 45 000 Domare: Alejandro Gálvez (Chile) | Publik: 45 000 Domare: Alejandro Gálvez (Chile) |
|  |          |                                                                  |         |          | Publik: 45 000 Domare: Alejandro Gálvez (Chile) | Publik: 45 000 Domare: Alejandro Gálvez (Chile) |
|  |          |                                                                  |         |          | Publik: 45 000 Domare: Alejandro Gálvez (Chile) | Publik: 45 000 Domare: Alejandro Gálvez (Chile) |

|  | 17 april | Chile    | 1 – 0   | Ecuador | Estádio do Pacaembu, São Paulo                     |                                                    |
|  |          | Rojas 4′ | (1 – 0) |         | Publik: 8 000 Domare: Cyril Jack Barrick (England) | Publik: 8 000 Domare: Cyril Jack Barrick (England) |
|  |          |          |         |         | Publik: 8 000 Domare: Cyril Jack Barrick (England) | Publik: 8 000 Domare: Cyril Jack Barrick (England) |
|  |          |          |         |         | Publik: 8 000 Domare: Cyril Jack Barrick (England) | Publik: 8 000 Domare: Cyril Jack Barrick (England) |

|  | 17 april | Bolivia                                       | 3 – 2   | Uruguay                 | Estádio São Januário, Río de Janeiro                      |                                                           |
|  |          | Ugarte 47′ (str.) Algañaraz 57′ Gutiérrez 66′ | (0 – 0) | Moll 49′ Bentancour 70′ | Publik: 8 000 Domare: Alberto Da Gama Malcher (Brasilien) | Publik: 8 000 Domare: Alberto Da Gama Malcher (Brasilien) |
|  |          |                                               |         |                         | Publik: 8 000 Domare: Alberto Da Gama Malcher (Brasilien) | Publik: 8 000 Domare: Alberto Da Gama Malcher (Brasilien) |
|  |          |                                               |         |                         | Publik: 8 000 Domare: Alberto Da Gama Malcher (Brasilien) | Publik: 8 000 Domare: Alberto Da Gama Malcher (Brasilien) |

|  | 20 april | Peru                                                   | 4 – 0   | Ecuador | Estádio São Januário, Río de Janeiro                                            |                                                                                 |
|  |          | Salinas 26′ Bermeo 36′ (sjm.) Castillo 50′ Pedraza 85′ | (2 – 0) |         | Publik: 7 000 · Domare: Juan Carlos Armental (Uruguay) · Rött kort: Bermeo, ECU | Publik: 7 000 · Domare: Juan Carlos Armental (Uruguay) · Rött kort: Bermeo, ECU |
|  |          |                                                        |         |         | Publik: 7 000 · Domare: Juan Carlos Armental (Uruguay) · Rött kort: Bermeo, ECU | Publik: 7 000 · Domare: Juan Carlos Armental (Uruguay) · Rött kort: Bermeo, ECU |
|  |          |                                                        |         |         | Publik: 7 000 · Domare: Juan Carlos Armental (Uruguay) · Rött kort: Bermeo, ECU | Publik: 7 000 · Domare: Juan Carlos Armental (Uruguay) · Rött kort: Bermeo, ECU |

|  | 20 april | Chile    | 1 – 1   | Colombia    | Estádio São Januário, Río de Janeiro             |                                                  |
|  |          | López 8′ | (1 – 0) | Berdugo 56′ | Publik: 7 000 Domare: Mario Gardelli (Brasilien) | Publik: 7 000 Domare: Mario Gardelli (Brasilien) |
|  |          |          |         |             | Publik: 7 000 Domare: Mario Gardelli (Brasilien) | Publik: 7 000 Domare: Mario Gardelli (Brasilien) |
|  |          |          |         |             | Publik: 7 000 Domare: Mario Gardelli (Brasilien) | Publik: 7 000 Domare: Mario Gardelli (Brasilien) |

|  | 20 april | Uruguay         | 2 – 1   | Paraguay        | Estádio do Pacaembu, São Paulo                      |                                                     |
|  |          | García 22′, 69′ | (1 – 0) | Arce 65′ (str.) | Publik: 20 000 Domare: Cyril Jack Barrick (England) | Publik: 20 000 Domare: Cyril Jack Barrick (England) |
|  |          |                 |         |                 | Publik: 20 000 Domare: Cyril Jack Barrick (England) | Publik: 20 000 Domare: Cyril Jack Barrick (England) |
|  |          |                 |         |                 | Publik: 20 000 Domare: Cyril Jack Barrick (England) | Publik: 20 000 Domare: Cyril Jack Barrick (England) |

|  | 24 april | Brasilien                                                                  | 7 – 1   | Peru        | Estádio São Januário, Río de Janeiro                                                                                      | |
|  |          | Arce 11′ (sjm.) Augusto 15′ Jair 17′, 20′ Simão 54′ Ademir 82′ Orlando 88′ | (4 – 1) | Salinas 44′ | Publik: 45 000 · Domare: Cyril Jack Barrick (England) · Rött kort: Zizinho, BRA (40) · Calderón, PER (40) · González, PER | Publik: 45 000 · Domare: Cyril Jack Barrick (England) · Rött kort: Zizinho, BRA (40) · Calderón, PER (40) · González, PER |
|  |          |                                                                            |         |             | Publik: 45 000 · Domare: Cyril Jack Barrick (England) · Rött kort: Zizinho, BRA (40) · Calderón, PER (40) · González, PER | Publik: 45 000 · Domare: Cyril Jack Barrick (England) · Rött kort: Zizinho, BRA (40) · Calderón, PER (40) · González, PER |
|  |          |                                                                            |         |             | Publik: 45 000 · Domare: Cyril Jack Barrick (England) · Rött kort: Zizinho, BRA (40) · Calderón, PER (40) · González, PER | Publik: 45 000 · Domare: Cyril Jack Barrick (England) · Rött kort: Zizinho, BRA (40) · Calderón, PER (40) · González, PER |

|  | 25 april | Bolivia                             | 2 – 0   | Ecuador | Estádio do Pacaembu, São Paulo                    |                                                   |
|  |          | Sánchez 6′ (sjm.) Ugarte 14′ (str.) | (2 – 0) |         | Publik: 14 000 Domare: Mario Gardelli (Brasilien) | Publik: 14 000 Domare: Mario Gardelli (Brasilien) |
|  |          |                                     |         |         | Publik: 14 000 Domare: Mario Gardelli (Brasilien) | Publik: 14 000 Domare: Mario Gardelli (Brasilien) |
|  |          |                                     |         |         | Publik: 14 000 Domare: Mario Gardelli (Brasilien) | Publik: 14 000 Domare: Mario Gardelli (Brasilien) |

|  | 25 april | Uruguay                | 2 – 2   | Colombia                     | Estádio do Pacaembu, São Paulo                             |                                                            |
|  |          | Martínez 57′ Ayala 86′ | (0 – 1) | Gastelbondo 27′ A. Pérez 81′ | Publik: 14 000 Domare: Alberto Da Gama Malcher (Brasilien) | Publik: 14 000 Domare: Alberto Da Gama Malcher (Brasilien) |
|  |          |                        |         |                              | Publik: 14 000 Domare: Alberto Da Gama Malcher (Brasilien) | Publik: 14 000 Domare: Alberto Da Gama Malcher (Brasilien) |
|  |          |                        |         |                              | Publik: 14 000 Domare: Alberto Da Gama Malcher (Brasilien) | Publik: 14 000 Domare: Alberto Da Gama Malcher (Brasilien) |

|  | 27 april | Peru                                 | 3 – 0   | Bolivia | Villa Belmiro, Santos                                      |                                                            |
|  |          | R. Drago 31′, 74′ Heredia 77′ (str.) | (1 – 0) |         | Publik: 12 000 Domare: Alberto Da Gama Malcher (Brasilien) | Publik: 12 000 Domare: Alberto Da Gama Malcher (Brasilien) |
|  |          |                                      |         |         | Publik: 12 000 Domare: Alberto Da Gama Malcher (Brasilien) | Publik: 12 000 Domare: Alberto Da Gama Malcher (Brasilien) |
|  |          |                                      |         |         | Publik: 12 000 Domare: Alberto Da Gama Malcher (Brasilien) | Publik: 12 000 Domare: Alberto Da Gama Malcher (Brasilien) |

|  | 27 april | Paraguay                       | 4 – 2   | Chile                  | Estádio do Pacaembu, São Paulo                   |                                                  |
|  |          | Arce 10′, 39′, 47′ Benítez 23′ | (3 – 1) | Cremaschi 8′ Ramos 72′ | Publik: 1 000 Domare: Mario Gardelli (Brasilien) | Publik: 1 000 Domare: Mario Gardelli (Brasilien) |
|  |          |                                |         |                        | Publik: 1 000 Domare: Mario Gardelli (Brasilien) | Publik: 1 000 Domare: Mario Gardelli (Brasilien) |
|  |          |                                |         |                        | Publik: 1 000 Domare: Mario Gardelli (Brasilien) | Publik: 1 000 Domare: Mario Gardelli (Brasilien) |

|  | 30 april | Paraguay                                             | 7 – 0 | Bolivia | Estádio São Januário, Río de Janeiro                |                                                     |
|  |          | Benítez 30′, 40′, 41′, ?′ Arce 38′, ?′ Fernández 59′ |       |         | Publik: 45 000 Domare: Cyril Jack Barrick (England) | Publik: 45 000 Domare: Cyril Jack Barrick (England) |
|  |          |                                                      |       |         | Publik: 45 000 Domare: Cyril Jack Barrick (England) | Publik: 45 000 Domare: Cyril Jack Barrick (England) |
|  |          |                                                      |       |         | Publik: 45 000 Domare: Cyril Jack Barrick (England) | Publik: 45 000 Domare: Cyril Jack Barrick (England) |

|  | 30 april | Brasilien                                                               | 5 – 1   | Uruguay    | Estádio São Januário, Rio de Janeiro                       |                                                            |
|  |          | Jair 15′, 40′ (str.) Zizinho 24′ Danilo Alvim 79′ Tesourinha 89′ (str.) | (3 – 0) | Castro 12′ | Publik: 45 000 Domare: Alberto Da Gama Malcher (Brasilien) | Publik: 45 000 Domare: Alberto Da Gama Malcher (Brasilien) |
|  |          |                                                                         |         |            | Publik: 45 000 Domare: Alberto Da Gama Malcher (Brasilien) | Publik: 45 000 Domare: Alberto Da Gama Malcher (Brasilien) |
|  |          |                                                                         |         |            | Publik: 45 000 Domare: Alberto Da Gama Malcher (Brasilien) | Publik: 45 000 Domare: Alberto Da Gama Malcher (Brasilien) |

|  | 30 april | Peru                           | 3 – 0   | Chile | Estádio do Pacaembu, São Paulo                   |                                                  |
|  |          | Mosquera 28′, 73′ Castillo 58′ | (1 – 0) |       | Publik: 1 000 Domare: Mario Gardelli (Brasilien) | Publik: 1 000 Domare: Mario Gardelli (Brasilien) |
|  |          |                                |         |       | Publik: 1 000 Domare: Mario Gardelli (Brasilien) | Publik: 1 000 Domare: Mario Gardelli (Brasilien) |
|  |          |                                |         |       | Publik: 1 000 Domare: Mario Gardelli (Brasilien) | Publik: 1 000 Domare: Mario Gardelli (Brasilien) |

|  | 3 maj | Ecuador                                               | 4 – 1   | Colombia     | Estádio São Januário, Rio de Janeiro            |                                                 |
|  |       | E. Cantos 23′ Vargas 44′ G. Andrade 49′ Maldonado 74′ | (2 – 1) | N. Pérez 27′ | Publik: 3 000 Domare: Alfredo Alvarez (Bolivia) | Publik: 3 000 Domare: Alfredo Alvarez (Bolivia) |
|  |       |                                                       |         |              | Publik: 3 000 Domare: Alfredo Alvarez (Bolivia) | Publik: 3 000 Domare: Alfredo Alvarez (Bolivia) |
|  |       |                                                       |         |              | Publik: 3 000 Domare: Alfredo Alvarez (Bolivia) | Publik: 3 000 Domare: Alfredo Alvarez (Bolivia) |

|  | 4 maj | Peru                                             | 4 – 3   | Uruguay                       | Estádio General Severiano, Rio de Janeiro        |                                                  |
|  |       | Mosquera 19′ Castillo 43′ Gómez Sánchez 57′, 60′ | (2 – 0) | Moll 58′ Castro 60′ Ayala 85′ | Publik: 30 000 Domare: Alfredo Alvarez (Bolivia) | Publik: 30 000 Domare: Alfredo Alvarez (Bolivia) |
|  |       |                                                  |         |                               | Publik: 30 000 Domare: Alfredo Alvarez (Bolivia) | Publik: 30 000 Domare: Alfredo Alvarez (Bolivia) |
|  |       |                                                  |         |                               | Publik: 30 000 Domare: Alfredo Alvarez (Bolivia) | Publik: 30 000 Domare: Alfredo Alvarez (Bolivia) |

|  | 6 maj | Bolivia                                         | 4 – 0   | Colombia | Estádio General Severiano, Rio de Janeiro           |                                                     |
|  |       | Godoy 10′ B. Gutiérrez 55′ Rojas 77′ Ugarte 81′ | (1 – 0) |          | Publik: 12 000 Domare: Cyril Jack Barrick (England) | Publik: 12 000 Domare: Cyril Jack Barrick (England) |
|  |       |                                                 |         |          | Publik: 12 000 Domare: Cyril Jack Barrick (England) | Publik: 12 000 Domare: Cyril Jack Barrick (England) |
|  |       |                                                 |         |          | Publik: 12 000 Domare: Cyril Jack Barrick (England) | Publik: 12 000 Domare: Cyril Jack Barrick (England) |

|  | 8 maj | Chile                                 | 3 – 1   | Uruguay   | Estádio Independência, Belo Horizonte            |                                                  |
|  |       | Infante 75′, 83′ (str.) Cremaschi 88′ | (0 – 1) | Ayala 35′ | Publik: 5 000 Domare: Mario Gardelli (Brasilien) | Publik: 5 000 Domare: Mario Gardelli (Brasilien) |
|  |       |                                       |         |           | Publik: 5 000 Domare: Mario Gardelli (Brasilien) | Publik: 5 000 Domare: Mario Gardelli (Brasilien) |
|  |       |                                       |         |           | Publik: 5 000 Domare: Mario Gardelli (Brasilien) | Publik: 5 000 Domare: Mario Gardelli (Brasilien) |

|  | 8 maj | Paraguay               | 2 – 1   | Brasilien      | Estádio São Januário, Rio de Janeiro                |                                                     |
|  |       | Avalos 75′ Benítez 85′ | (0 – 1) | Tesourinha 33′ | Publik: 35 000 Domare: Cyril Jack Barrick (England) | Publik: 35 000 Domare: Cyril Jack Barrick (England) |
|  |       |                        |         |                | Publik: 35 000 Domare: Cyril Jack Barrick (England) | Publik: 35 000 Domare: Cyril Jack Barrick (England) |
|  |       |                        |         |                | Publik: 35 000 Domare: Cyril Jack Barrick (England) | Publik: 35 000 Domare: Cyril Jack Barrick (England) |

### Playoff
|  | 11 maj | Brasilien                                              | 7 – 0   | Paraguay | Estádio São Januário, Rio de Janeiro                |                                                     |
|  |        | Ademir 17′, 27′, 48′ Tesourinha 43′, 70′ Jair 72′, 89′ | (3 – 0) |          | Publik: 55 000 Domare: Cyril Jack Barrick (England) | Publik: 55 000 Domare: Cyril Jack Barrick (England) |
|  |        |                                                        |         |          | Publik: 55 000 Domare: Cyril Jack Barrick (England) | Publik: 55 000 Domare: Cyril Jack Barrick (England) |
|  |        |                                                        |         |          | Publik: 55 000 Domare: Cyril Jack Barrick (England) | Publik: 55 000 Domare: Cyril Jack Barrick (England) |